# Condado de McDowell (Carolina do Norte)
O Condado de McDowell é um dos 100 condados do estado americano da Carolina do Norte. A sede do condado é Marion, e sua maior cidade é Marion. O condado tem uma área de 1156 km² (dos quais 12 km² estão cobertos por água), uma população de 42 151 habitantes, e uma densidade populacional de 37 hab/km² (segundo o censo nacional de 2000). O condado foi fundado em 1842.